# 블랙타이거

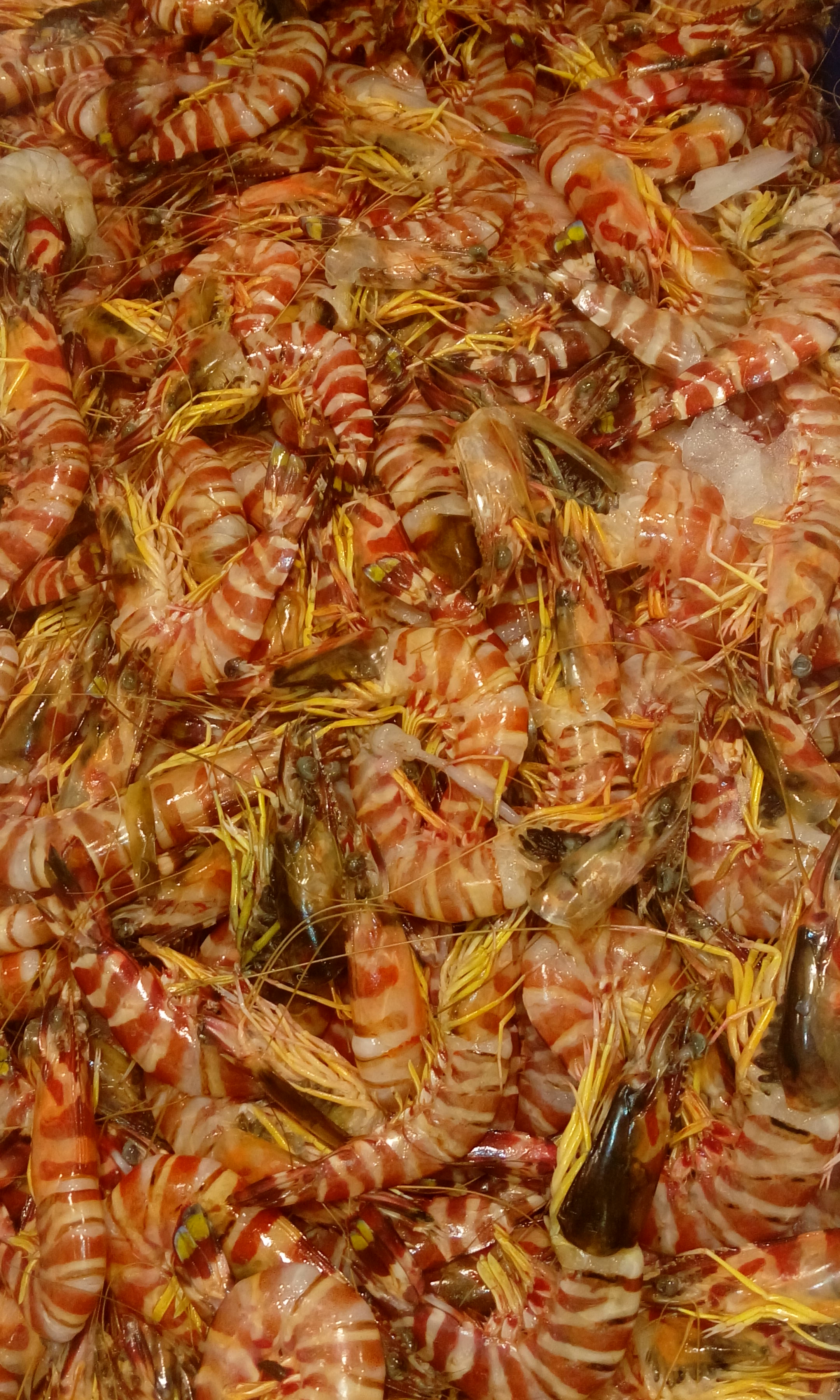

Penaeus monodon은 아시아호랑새우, 블랙타이거새우 등의 이름으로도 불리는 해양 갑각류이다. 식용으로 널리 양식되며, 상업적으로 중요한 새우 종 중 하나이다.
이 종은 인도-태평양 지역에서 자연 서식하며, 아프리카 동해안부터 동남아시아, 북호주까지 분포한다. 주로 하구 및 해양 환경에서 살며, 진흙 또는 모래 바닥을 선호한다. 블랙타이거는 빠른 성장 속도와 높은 시장 수요로 인해 전 세계적으로 양식되고 있다.

## 분류학
블랙타이거는 1788년에 Johan Christian Fabricius에 의해 처음 기술되었다. 하지만 오랫동안 주목 받지 못하다가 1949년, Lipke Holthuis가 이 종이 정확히 어떤 생물을 가리키는지를 명확하게 밝혔다. 또한 Holthuis는 블랙타이거가 반드시 얼룩새우속의 대표종이 되어야 한다는 점을 증명했다. 

## 서술
암컷의 길이는 25~30cm로 약 33cm까지 클 수 있으며, 몸무게는 약 200~320g이다. 수컷은 암컷보다 약간 더 작게 크는데 길이는 20~25cm이며, 무게는 100~170g이다. 보관됨 2005-01-03 - 웨이백 머신 껍질과 복부에는 가로로 빨간색과 흰색의 띠가 있으며 더듬이는 회갈색을 띤다. 흉각은 갈색이며, 붉은색의 미세한 털이 둘러싸고 있다.

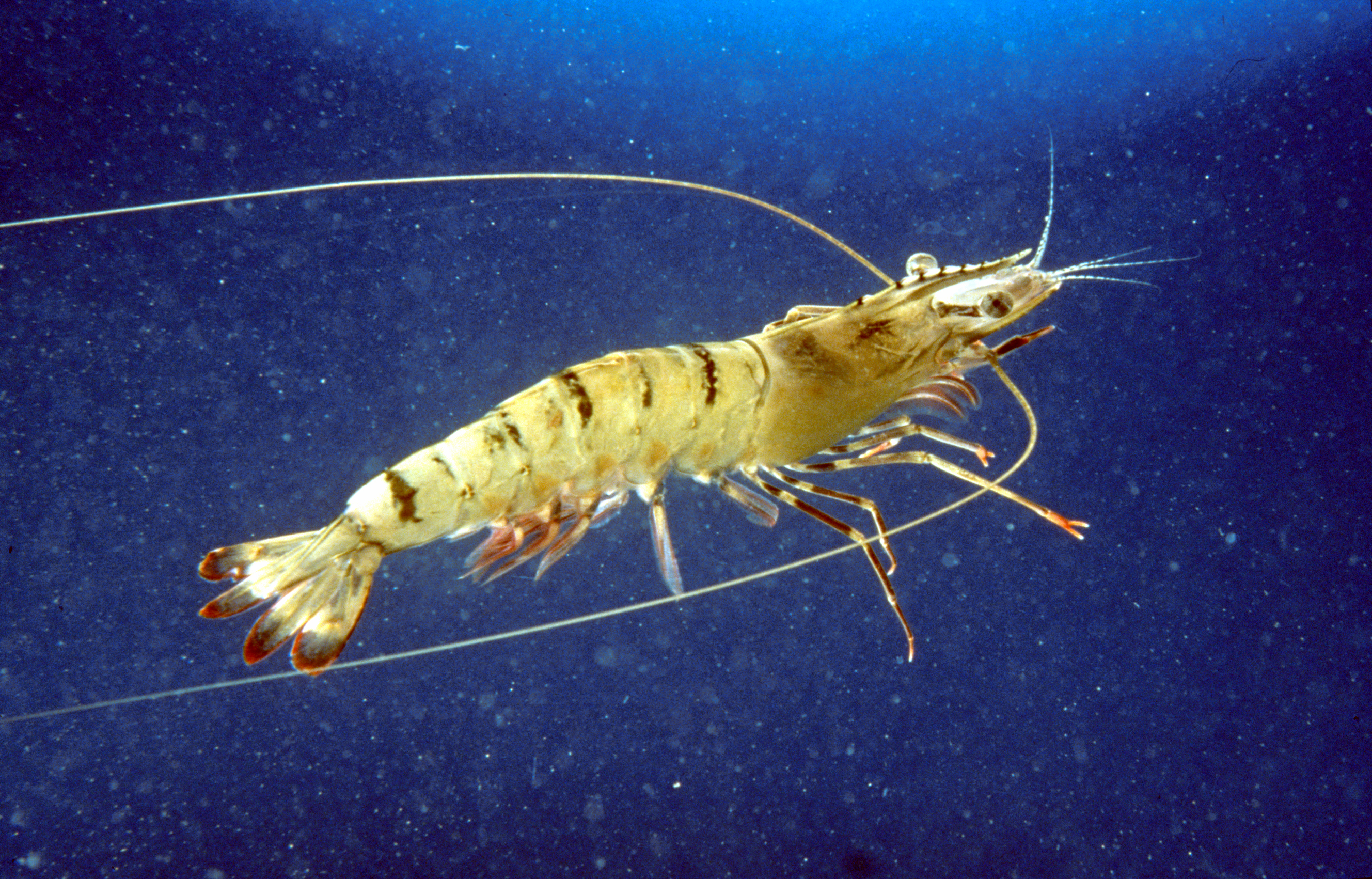

## 분포
자연 분포 지역은 인도-태평양으로, 아프리카 동부 해안과 아라비아 반도에서부터 동남아시아, 태평양, 그리고 호주 북부에 이르기까지 다양하다.
미국에서의 첫번째 출현은 1988년 11월이었다. 300마리에 가까운 새우가 양식업시설에서의 실수로 방류된 후 남동부 해안에서 포획되었다. 현재 이 종은 텍사스에서 북캐롤라이나까지의 해역에서 채집될 수 있다. 수 년 동안 미국에서 침입종이었지만, 아직까지 대규모 군집을 형성하지는 않았다. 그러나 다른 지역에서는 유출된 개체들이 정착하여 개체군을 이루었으며, 서아프리카, 브라질, 그리고 카리브해 지역에서 확산된 사례가 보고되었다.

## 서식
블랙타이거는 다양한 환경에서 서식할 수 있는 갑각류이다. 주로 동남아시아 지역에 분포하지만, 그 외 지역에서도 널리 발견된다.
어린 개체는 일반적으로 하구와 맹그로브 지역의 모래 바닥에서 서식하며, 성체가 되면 수심 0~110m의 깊은 해역으로 이동하여 진흙이나 돌이 많은 지역에서 생활한다.
야행성 생물로, 낮에는 바닥에 파묻혀 지내고, 밤이 되면 활동하며 먹이를 섭취한다. 일반적으로 자연발생한 쓰레기, 다모류 벌레, 연체동물, 작은 갑각류를 먹으며, 조류도 일부 섭취한다. 먹이 섭취 기관의 구조상 살아 있는 식물성 플랑크톤을 바로 먹을 수 없지만, 노화된 식물성 플랑크톤은 섭취할 수 있다.

## 양식
블랙타이거는 세계에서 두 번째로 가장 널리 양식되는 새우 종으로, 흰다리 새우에 이어 높은 생산량을 기록한다. 2009년에는 77만 톤이 생산되었으며, 총 가치가 36억 5천만 달러에 달했다. 블랙타이거는 전체 양식 새우의 약 50%를 차지한다.
다양한 염분 농도에 대한 내성과 빠른 성장 속도 덕분에 양식하기에 유리하지만 곰팡이, 바이러스, 박테리아 감염에 매우 취약하다. 대표적인 질병으로는 백점병과 황두병이 있으며, 이 질병은 전 세계 새우 사업에 큰 경제적 영향을 미치고 있다. 또한 호주산 붉은 가재와 같은 다른 갑각류로부터 질병이 옮을 수 있으며, 태국에서는 이 가재가 블랙타이거에게 황두병을 전염 시키는 것이 확인되었다.

1950년부터 2022년까지 FAO가 보고한 블랙타이거의 생산량

이러한 질병 취약성은 호주의 새우 식품 산업에 경제적 제약을 초래하기도 한다. 이를 해결하기 위해 특정 병원균에 대한 저항성이 높은 품종을 선별적으로 육종하는 시도가 이루어지고 있다.
서아프리카, 하와이, 타히티, 영국 등 다양한 지역에서 양식되고 있다. 최적의 성장을 위하여, 수온은 섭씨 28~33도, 염도는 15~25g/L로 유지하는 것이 중요하다. 양식 환경에서는 건조한 펠렛 형태의 사료를 주로 공급하며, 사료를 배합사료와 생식사료로 혼합하여 주면 번식 성능이 향상되는 것으로 나타났다.

## 지속가능한 소비
그린피스는 2010년에 블랙타이거새우를 해산물 적색 목록에 추가해다. 이 목록은 전 세계적으로 시중에 흔히 판매되지만 지속 가능하지 않은 어업으로 인해 높은 위험성을 가진 수산물을 포함하고 있다. 그린피스가 목록에 추가한 이유는 다음과 같다.

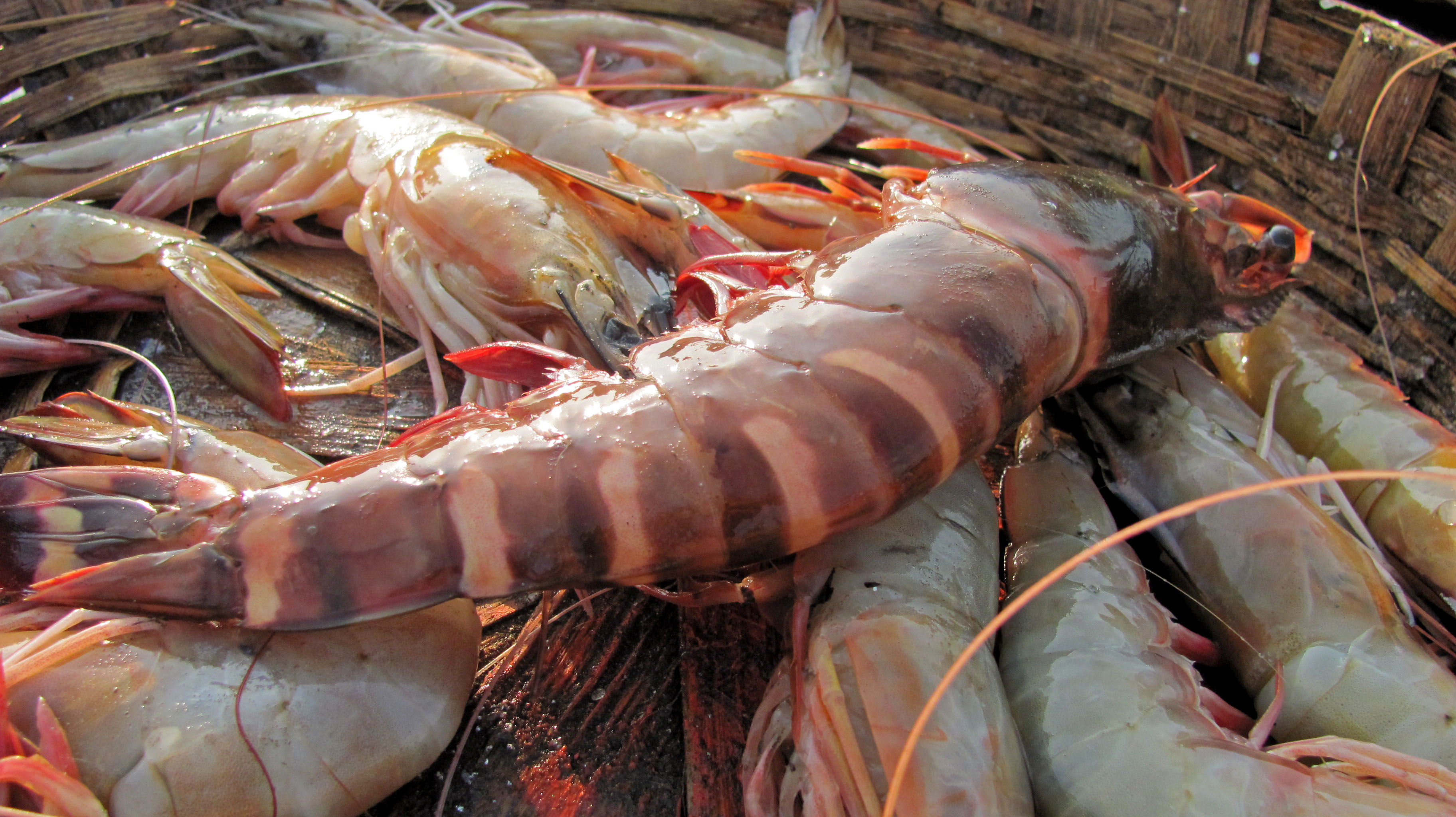

- 여러 국가에서 광대한 맹그로브 숲이 파괴되어 해양 생태계에 심각한 영향을 미친다.
- 양식장에 공급하기 위하여 야생에서 어린 개체들을 남획하여 개체 수가 감소한다.

- 업계 내에서 노동 착취 등의 윤리적인 문제가 제기되어 중대한 인권 침해가 발생한다.

## 유전 연구
연구자들은 DNA 복구 과정이 갑각류를 감염으로부터 보호할 수 있는 이유를 이해하기 위해 블랙타이거의 DNA 복구 메커니즘을 연구하였다. 연구 결과, DNA 이중 가닥 절단의 복구는 주로 정확한 상동 재조합 복구를 통해 이루어진다는 사실이 밝혀졌다.
또한, 상대적으로 정확성이 낮은 미세 상동 매개 말단 연결도 이러한 절단을 복구하는 데 사용된다고 한다. 이 연구는 갑각류의 유전자 안정성을 유지하는 데 있어 다양한 DNA 복구 경로가 중요한 역할을 한다는 점을 강조하고 있다.